# BCM Europearms Hunter Bench Rest
Il BCM Europearms HUNTER BENCH REST è un fucile di precisione/competizione per le competizioni a media distanza in categoria Hunter Bench Rest. È una carabina prodotta dalla ditta italiana BCM Europearms. È una carabina monocolpo, che monta un pacchetto scatto Jewell BR e canne a scelta tra Broughton e Border con volata 17 mm di diametro come richiesto dalla categoria hunter, ma la struttura rimane rigida gerazie ad un profilo conico costante. Come calciature vengono ulilizzate quelle della http://www.mcmfamily.com/%20McMillan.
L'HUNTER BENCH REST della BCM viene prodotto in calibro:  6PPC, 6BR Norma, 6.5x47 Lapua, 6.5-284 Norma, .30 BCM, .308 Winchester.